# Шварценберги
Шварценберги (нем. Schwarzenberg, чеш. Schwarzenbergové) — известный с XII века франконский дворянский род из Зайнсхайма, который позднее вступил в австрийское подданство и в XVIII—XX веках сделался крупнейшим землевладельцем Богемии. При роспуске Священной Римской империи владения дома Шварценбергов были медиатизированы по акту Рейнского союза.

## Представители
Эркингер фон Зайнсхайм (ум. 1437) приобрёл во владение замок Шварценберг в Шайнфельде и был возведён в имперские бароны. Из потомков его известны:
- Иоганн фон Шварценберг (1463—1528) — его внук, управляющий двором архиепископа Бамберга, близкий по взглядам к Лютеру.
- Адольф фон Шварценберг (1547—1600) — командовал полком имперских войск против турок и в 1599 г. получил титул имперского графа.
- Граф Адам фон Шварценберг (1583—1641) — сын предыдущего, советник последнего герцога Клевского, Иоганна-Вильгельма (умер 1609 г.). После войны за клевское наследство перешёл на бранденбургскую службу и оказывал сильное влияние на слабого курфюрста Георга Вильгельма. Став штатгальтером Бранденбурга, в годы Тридцатилетней войны управлял курфюршеством в интересах Габсбургов. Стал правителем графства Гимборн, выделенного из принадлежавшего Брандербургу графства Марк.
- Князь Иоганн Адольф I цу Шварценберг (1615—1683) — сын предыдущего, первый князь цу Шварценберг, унаследовавший от своей матери ландграфство Клеттгау в Швабии.
- Князь Адам Франц цу Шварценберг (1680—1732) — внук предыдущего, третий князь цу Шварценберг, получивший от короля в 1723 году герцогство Крумловское на юге Чехии и присоединивший к своему княжескому званию титул герцога Крумловского.

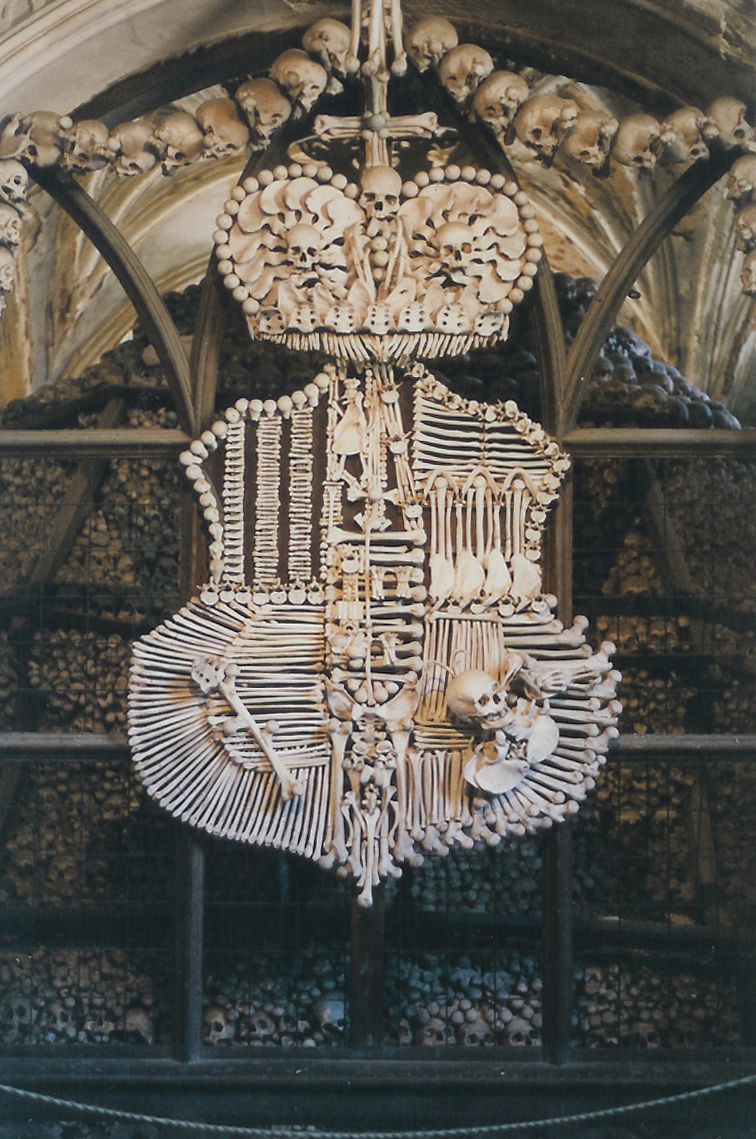
Герб из костей (Седлецкое костехранилище)

- Князь Карл Филипп цу Шварценберг, герцог Крумловский (1771—1820) — австрийский фельдмаршал и генералиссимус времён Наполеоновских войн, президент гофкригстрата. Вёл переговоры о бракосочетании Наполеона I с эрцгерцогиней Марией-Луизой. Окончил войну взятием Парижа. Его имя носит венская площадь Шварценбергплац.
- Князь Эдмунд цу Шварценберг (1803 — 1873) — младший сын предыдущего, австрийский фельдмаршал.
- Князь Феликс цу Шварценберг (1800—1852) — племянник генералиссимуса, австрийский посланник при различных европейских дворах, протеже Меттерниха, сменивший его на посту министра иностранных дел. Один из архитекторов политической системы Австро-Венгрии.
- Кардинал Фридрих цу Шварценберг — младший брат предыдущего, австро-венгерский кардинал, архиепископ Пражский и Зальцбургский.
- Князь Карел Шварценберг, герцог Крумловский, ландграф Клетгау, граф Зульц (1937—2023) — председатель Хельсинкского правозащитного комитета (1984—1990), министр иностранных дел Чехии с января 2007 года по май 2009 года и с июля 2010 года по 2013 год.

## Резиденции и усыпальницы
Помимо родового замка во Франконии, Шварценберги построили мрачный замок Гимборн близ Мариенхайде в графстве Марк. Свои владения в Богемии они преумножили за счёт браков с наследницами Розенбергов и других владетельных родов, приобретя старинные замки Крумлов, Вимперк, Орлик, Тржебонь, Звиков, Цимелиц и другие. В Праге их имя носит бывший дворец Лобковицев (1545—1567) — один из наиболее утончённых памятников Ренессанса к северу от Альп. Венский дворец Шварценбергов, возведённый на Шварценбергплац в 1697—1728 годах императорскими архитекторами Фишером фон Эрлахом и Иоганном фон Гильдебрандтом, считается эталоном австрийского барокко. 
Местом захоронения Шварценбергов служит фамильная капелла в пражском соборе Святого Вита, кроме того известны неоготические усыпальницы Шварценбергов в Доманине у Тршебоня и в селении Орлик-над-Влтавоу.

Резиденции Шварценбергов
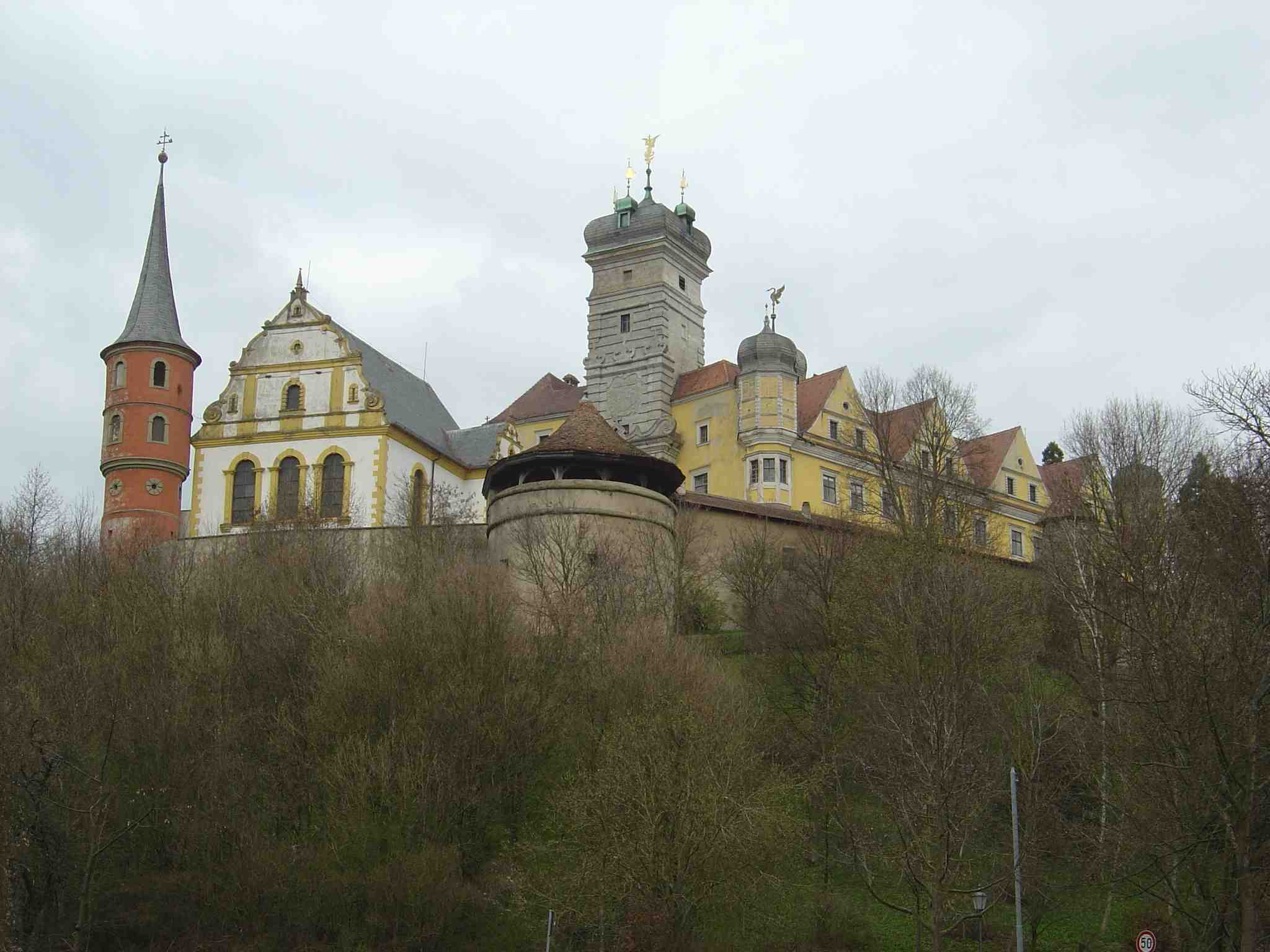
Замок Шварценберг
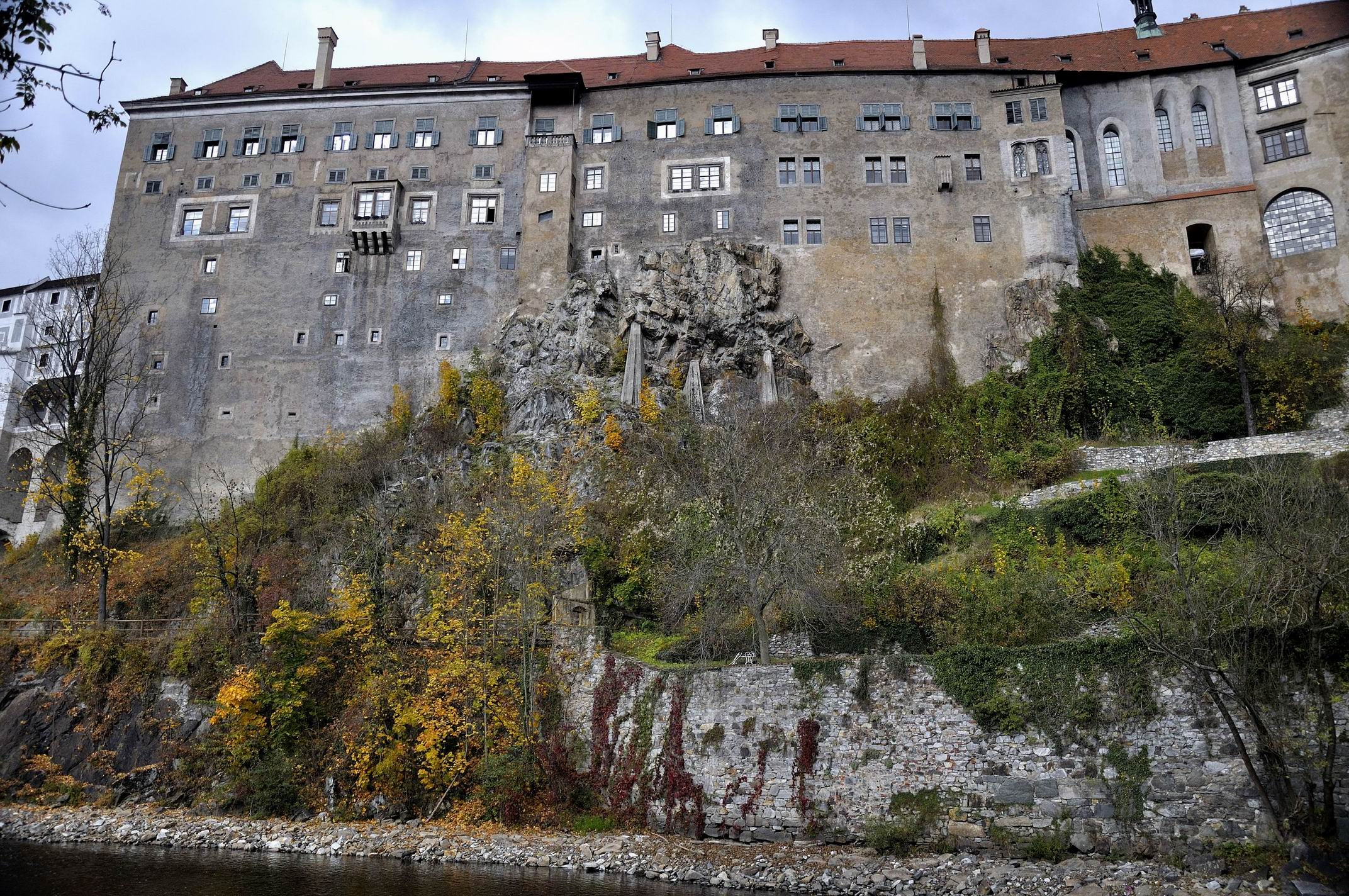
Крумловский замок
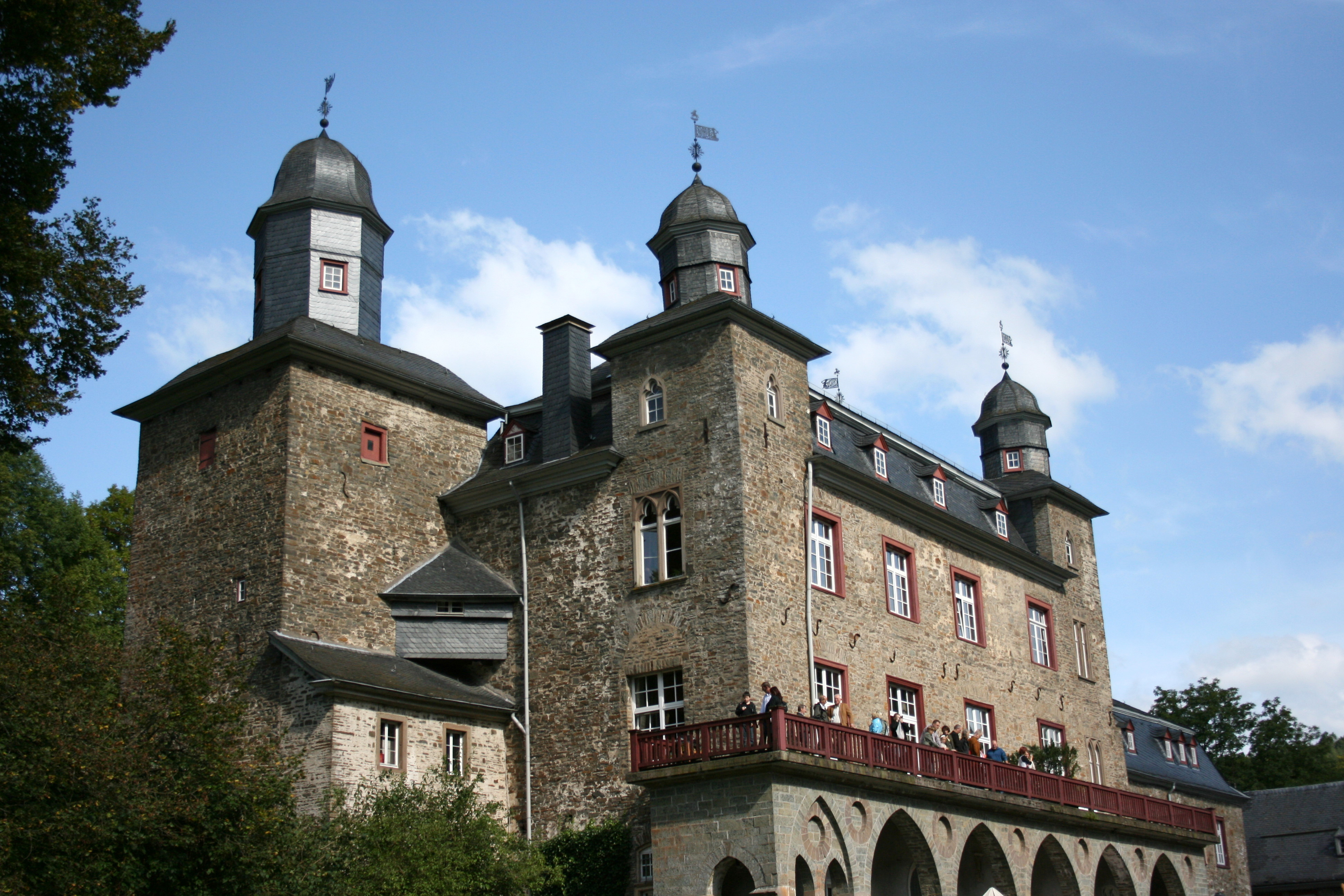
Замок Гимборн
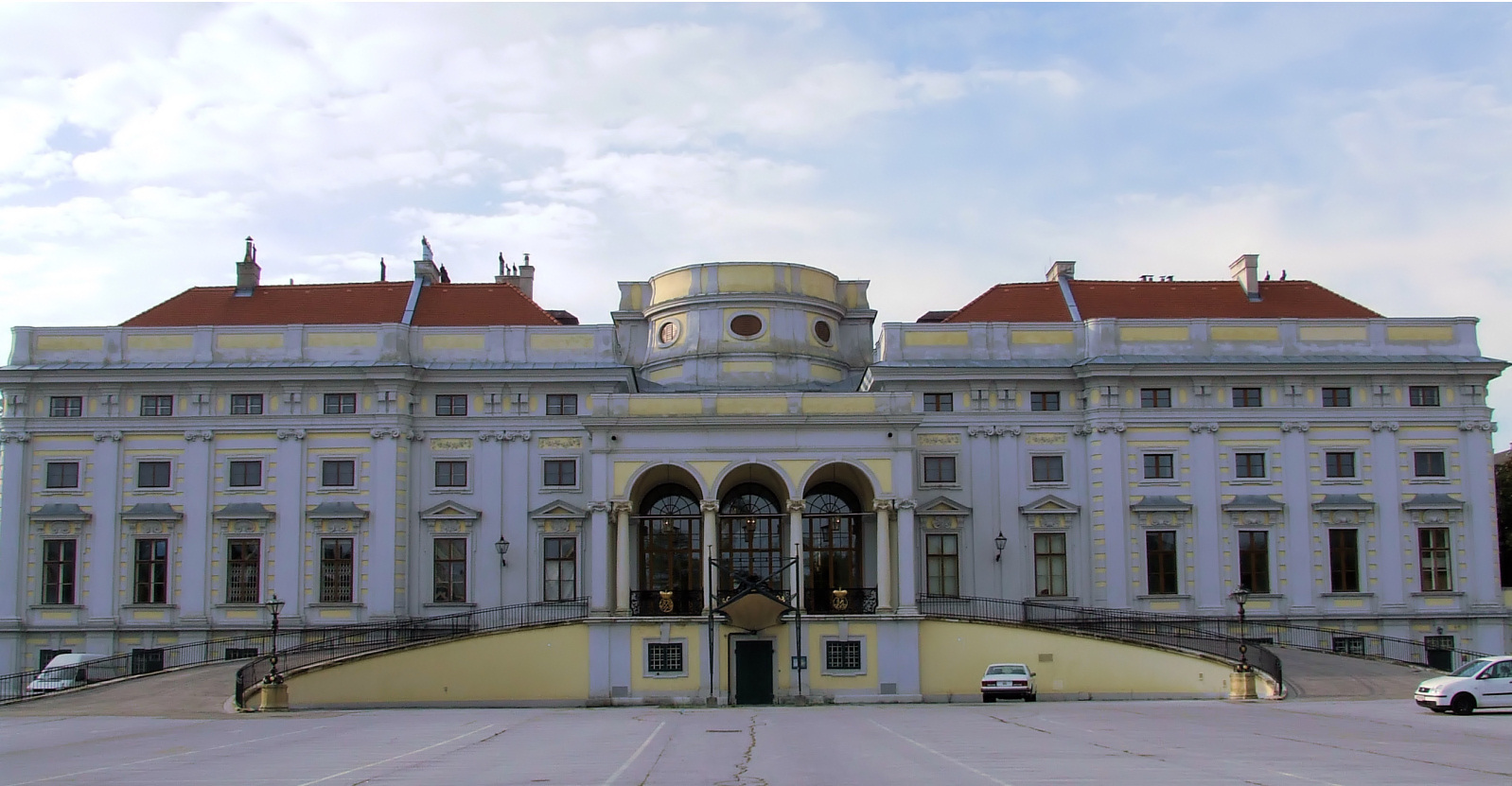
Дворец Шварценбергов (Вена)
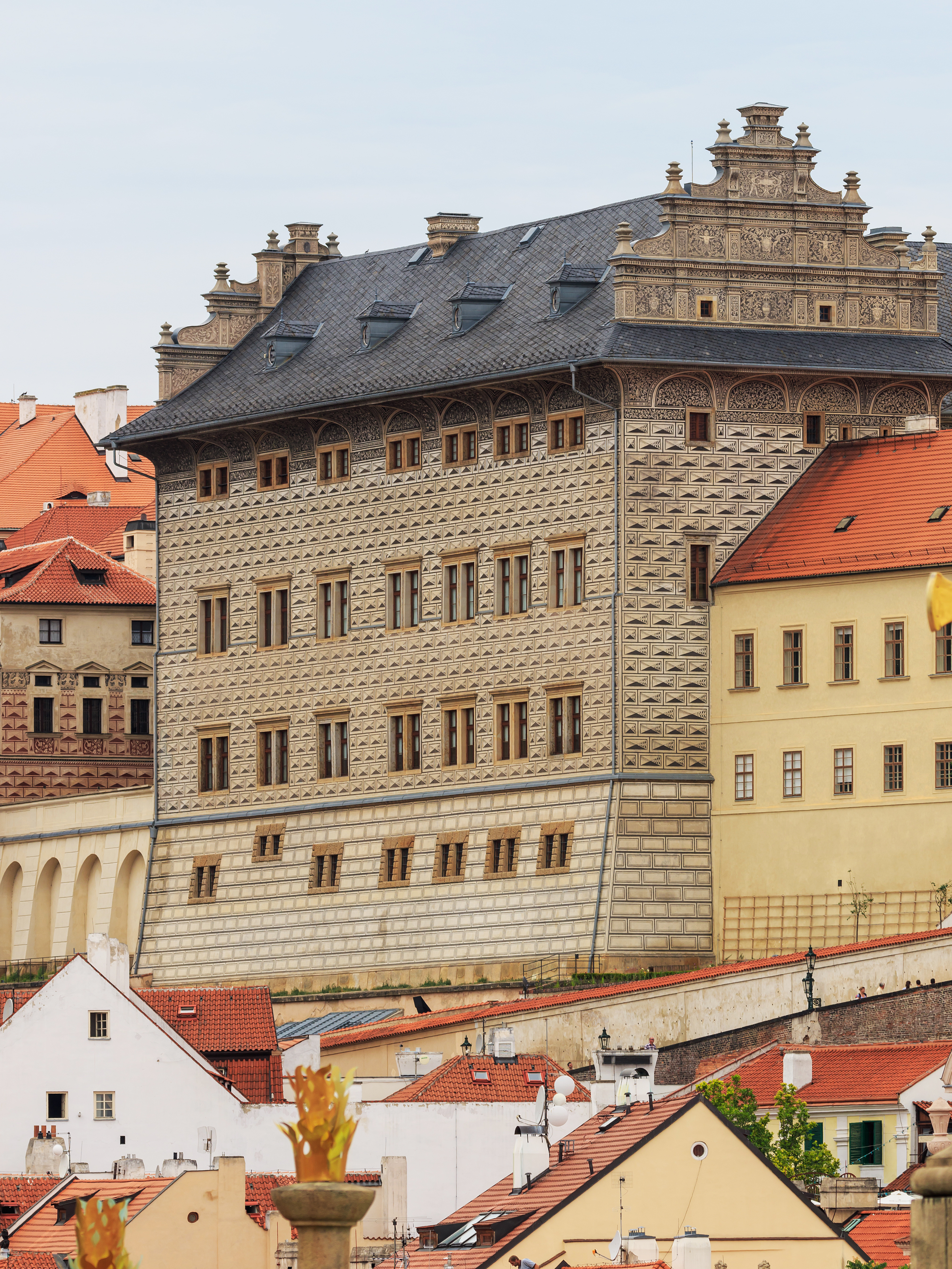
Шварценбергский дворец в Праге
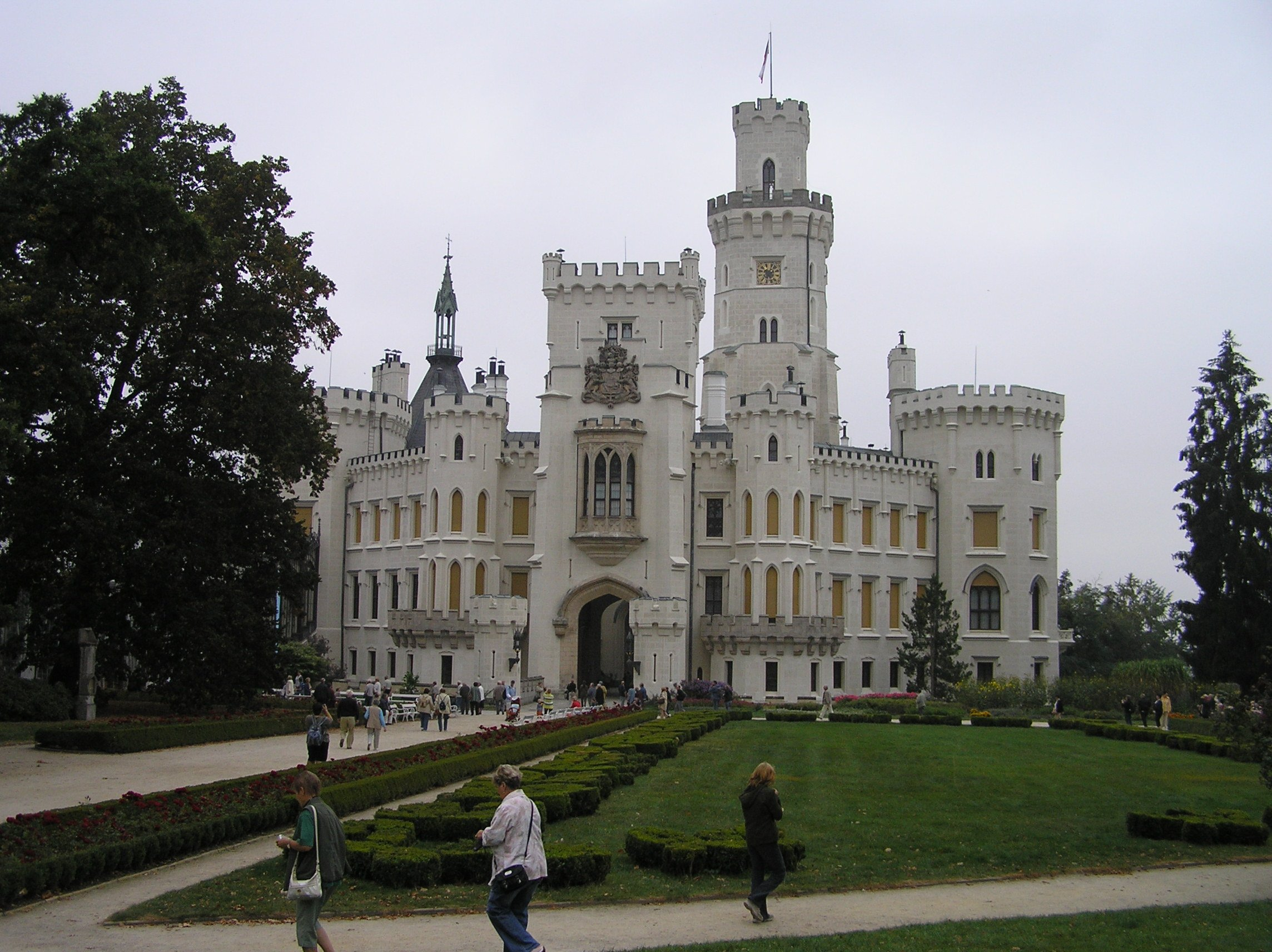
Фрауэнбург (Глубока)